# Lajas (Puerto Rico)
Lajas es un municipio perteneciente al Estado Libre Asociado de Puerto Rico Lajas está repartida en 11 barrios y Lajas Pueblo, el centro urbano y administrativo del municipio de Lajas, el cual fue último en separarse del territorio municipal de San Germán en 1 de julio de 1883. 
Se considera a los extintos indios taínos como los primeros pobladores del territorio. El primer asentamiento fue en el siglo XVIII por parte de españoles y criollos de San Germán cerca de un manantial con piedras lisas conocidas como "lajas", de ahí su nombre. Se considera a Don Teodoro Jacome Pagán como su fundador junto a otras familias de conversos hebreos mallorquines.
Lajas se desarrolló paulatinamente para la siembra de caña de azúcar en su valle y la pesca en la costa. Más tarde se desarrollará la siembra de piñas, especialmente la cabezona, por agricultores locales. En 1907, Juan Cancio Ortiz funda el Instituto de Agricultura, Artes y Oficios en el barrio Palmarejo, que luego se traslada a la vecina ciudad de San Germán y se convertirá en la actual Universidad Interamericana de Puerto Rico. A mediados del siglo XX, el área de La Parguera se convierte en un centro turístico por su Bahía Fosforescente, los canales de mangles y la confección de mariscos. En 1973, es conferido el título cardenal de la Iglesia católica al lajeño Luis Aponte Martínez, acto que suscita su actual lema de "Ciudad Cardenalicia" y -al igual- queda reflejado en el escudo municipal. 
En el año 1883, la celebración del centenario de la fundación de Lajas suscita una serie de obras y eventos como la adopción del escudo y el himno, homenajes a lajeños destacados, la publicación del libro 'Historia de Lajas, la creación de nuevas facilidades recreativas y la remodelación de otras. Se celebra el primer Festival de Chiringas y Tigüeros de Lajas. 
A finales del siglo XX, la población aumenta significativamente a su número actual, se desarrollan nuevas carreteras y facilidades públicas y comerciales, y Lajas es reconocido como uno de los pueblos más limpios de Puerto Rico, siendo su última distinción en el 2004.

## Gobierno y política
Lajas ha contado con 31 alcaldes, 7 de estos  interinos, durante toda su historia. Su primer alcalde fue Pedro Santos Vivoni en 1883. La primera mujer en ejercer dicho cargo fue Rosalva Marty Ramírez. El edificio actual de la casa consistorial (Alcaldía) fue construido en 1889, siendo alcalde don Saturnino González Villar. Treinta alcaldes han servido sus términos desde su construcción. El edificio ha sido mejorado en varias ocasiones, es uno de los edificios más antiguos del pueblo, y fue restaurado a su estilo colonial original. 
En las elecciones, realizadas el 4 de noviembre de 2008, el cargo de alcalde fue disputado por tres candidatos: Wilson Sánchez del Partido Independentista Puertorriqueño, Marcos "Turin" Irizarry del Partido Popular Democrático y Leo Cotte del Partido Nuevo Progresista el cual ganó después de 12 años .
En las elecciones celebradas el 6 de noviembre de 2012, el exalcalde Marcos "Turin" Irizarry es electo nuevamente derrotando al entonces incumbente Leovigildo 'Leo' Cotte.  En esta ocasión, Marcos "Turin" Irizarry obtuvo 8470, o el 62.56 % de los votos emitidos contra 4555 (33.64 %) que obtuvo el incumbente Leovigildo "Leo" Cotte (fuente Comisión Estatal de Elecciones de Puerto Rico).  En las elecciones de 2016 Marcos "Turin" Irizarry (PPD) es reelecto. En las elecciones de 2020 Jayson “Jay" Martinez (PNP) le ganó a Marcos "Turin" Irizarry. 
Lajas cuenta con 11 barrios: Lajas, Candelaria, Palmarejo, Sabana Yeguas, La Parguera, Costa, Santa Rosa, Lajas Arriba, París, La Plata y Llanos. Algunos sectores, como La Haya y El Papayo. 

## Barrios
Está dividido en 11 barrios: Candelaria, Costa, Lajas Pueblo, Lajas Arriba, La Plata, Llanos, Palmarejo, Parguera, París, Sabana Yeguas y Santa Rosa; quienes están compuestos de unos 74 sectores o comunidades.

### Barrios y comunidades
Hay 11 barrios en el municipio de Lajas.

#### Candelaria
- Cerro Alta (sector Nicio Ruiz)
- Jobo Dulce
- Residencial Parque de Lajas
- Porrata
- Sector Espinosa
- Jovillos
- Urbanización Parque Real

#### Costa
- Cuesta Blanca (comunidad y parcelas)
- Costa Salinas (comunidad y parcelas)
- Salinas Fortunas
- La Cueva

#### La Parguera
- Papayo
- Colinas de la Parguera
- Playita Rosada
- Parcelas de la Parguera
- Villa Coñona

#### La Plata
- Encarnación
- Las Parcelas
- Rayo Plata
- Las Guaras
- El Salao
- Las Jicaras
- Palo Seco

#### Lajas Arriba
- Piñalejos
- Los Cuevas
- La Garza
- Vista Alegre
- Parcelas Lajas Arriba
- Carretera La Tea
- Camino Cantura

#### Lajas Pueblo
- La Haya
- El Tokio
- Sector Christian
- Villa Anida
- Villa Canaan
- Los Caobos
- Barrida Tomei
- El Cerro
- Urbanización Alturas de Lajas
- Urbanización Jardines de Lajas
- Ancones

#### Llanos
- La Línea
- Grant
- Camino Peligro
- Camino Plumas

#### Palmarejo
- Maguayo (sector y parcelas)
- Olivares (sector y parcelas)
- El Tendal
- Parcelas Palmarejo I
- Parcelas Palmarejo II
- Parcelas Palmarejo III
- Puerto Viejo
- Urbanización Rivera
- El Fósforo
- Fajardo
- Camino La Roseta
- Carribean View
- Flamingo Club
- Villas de la Bahía

#### París
- La Cuchilla
- Sector La Piedra
- Sector Los Chorros
- Sector Nicolás Martínez

#### Sabana Yeguas
- Urbanización El Valle y Segunda Extensión
- Cañitas
- Corillos
- Piedras Blancas
- Hacienda Amistad
- Estación Campo
- Sector Beatriz Soledad
- El Cerrete
- Urbanización Villa Parguera
- Linda Vista

#### Santa Rosa
- Las Canelas
- Los Martínez
- Parcelas Santa Rosa
- Javilla
- Culminante

## Geografía
Lajas forma parte de las regiones geográficas conocidas como Valle de Lajas y las Lomas del Sudoeste. Su territorio se extiende en una extensa llanura entre dos líneas de colinas paralelas: las Lomas de Santa Marta al norte, y Sierra Bermeja al sur, donde alcanza su punto más alto con aproximadamente 1000 m de elevación. Hacia su parte media de elevación 12 m sobre el nivel del mar.

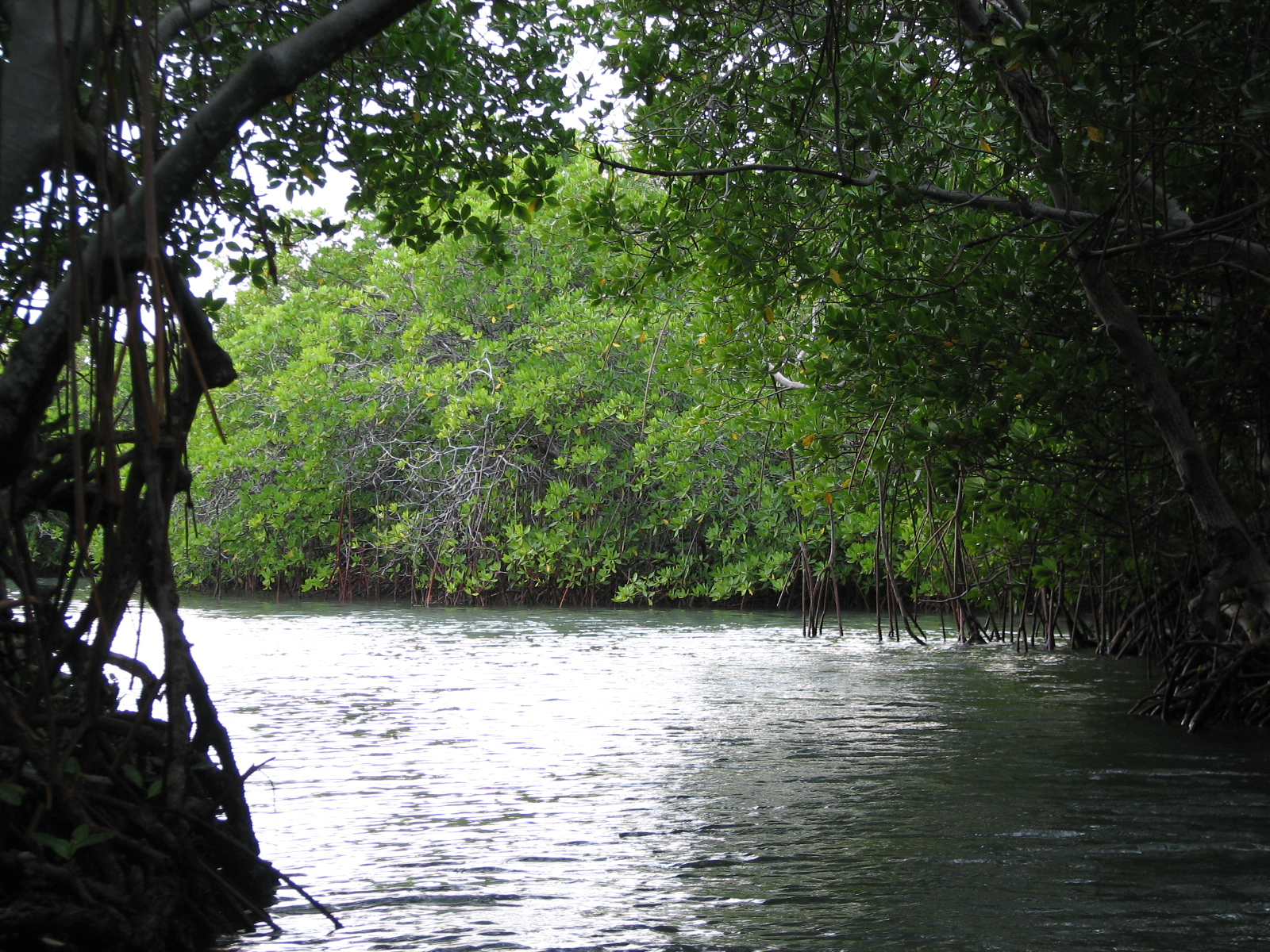
Cayo Caracoles ubicado en La Parguera, Lajas, Puerto Rico

Existen dos accidentes naturales principales que son: La Bahía Fosforescente -en el barrio La Parguera- y la Laguna Cartagena entre los barrios Llanos y Palmarejo.

## Economía
La economía se basa en la agricultura. Suelen cultivar piña y caña de azúcar. Ya que se le conoce el pueblo de la piña.

## Patrimonio
- La Parguera

## Equipos deportivos
"Los Cardenales" de Lajas es el equipo de béisbol aficionado. Anualmente se celebra la Copa Alcalde. Lajas tiene el Club de Atletismo que es dirigido por Yomary Jusino, de allí han salido atletas con alto rendimiento. También tiene la Banda Escolar, compuesta por porristas, gimnastas, abanderadas y músicos.

## Personas destacadas
- Jacobo Morales
- Luis Aponte Martínez, primer cardenal puertorriqueño.